# Посоюзных, Надежда Ивановна
Надежда Ивановна Посоюзных  (1929 — 2014) — советский передовик производства в сельском хозяйстве. Герой Социалистического Труда (1966).

## Биография
Родилась 12 марта 1929 года в деревне Екатериновка  Ишимского района Тюменской области в крестьянской семье.
Окончила неполную сельскую школу в  деревне Черемшанка. В 1941 году, в начале Великой Отечественной войны её отец был призван в РККА а мать осталась с четырьмя детьми. С 1942 года — с 13 лет, Н. И. Посоюзных трудилась в колхозе имени Хрущёва в деревне Екатериновка. Когда в 1944 году колхоз был ликвидирован, а вместо него в Екатериновке было создано отделение совхоза «Песьяновский», перешла на работу в этот новосозданный совхоз, работала — на сенокосе, уборке и обмолоте зерновых, затем перешла дояркой на ферму.
С 1959 года работала телятницей и скотником в группе интенсивного откорма молодняка крупного рогатого скота на ферме в Екатериновке. Отличалась исключительной заботой о телятах: вместо выдачи рубленого зернофуража варила им кашу, заготовляла травы и другие веками проверенные средства народной медицины для лечения и укрепления здоровья. Добросовестным трудом и творческим отношением к делу добивалась высоких показателей, достигая суточных привесов молодняка по 1 килограмму, а за год выращивая бычков до 4 центнеров весом.
22 марта 1966 года Указом Президиума Верховного Совета СССР «за достигнутые успехи в развитии животноводства, увеличении и заготовок мяса, молока, яиц, шерсти и другой продукции» Надежда Ивановна Посоюзных была удостоена звания Героя Социалистического Труда с вручением Ордена Ленина и золотой медали «Серп и Молот».
Работала до 1979 года, после чего вышла на заслуженный отдых. С 1982 года жила в городе Ишиме. Воспитала пятерых детей.
Скончалась 19 июня 2014 года. Похоронена в городе Ишиме.

## Награды
- Медаль «Серп и Молот» (22.03.1966)
- Орден Ленина (22.03.1966)
- Медаль «За доблестный труд в Великой Отечественной войне 1941—1945 гг.»
- Бронзовая Медаль ВДНХ СССР (1995)

## Память
- Имя Н. И. Посоюзных занесено в Книгу Почёта Ишимского района и ей присвоено звание Почётного гражданина Ишимского района (2006). В Галерее Почёта и Славы в селе Стрехнино на площади у районного Дворца культуры установлен её портрет (2015).